# Benthonellania
Benthonellania är ett släkte av snäckor. Benthonellania ingår i familjen Rissoidae. Samtliga arter förekommer i Nordamerika och västra Atlanten.
Kladogram enligt Catalogue of Life:
| Benthonellania | \| \| Benthonellania acuticostata \| \| \| \| \| \| Benthonellania colombiana \| \| \| \| \| \| Benthonellania xanthias \| \| \| \| |
|                | \| \| Benthonellania acuticostata \| \| \| \| \| \| Benthonellania colombiana \| \| \| \| \| \| Benthonellania xanthias \| \| \| \| |
|                | Benthonellania acuticostata |
|                | |
|                | Benthonellania colombiana |
|                | |
|                | Benthonellania xanthias |
|                | |